# Hokaze (tàu khu trục Nhật)
Hokaze (tiếng Nhật: 帆風) là một tàu khu trục thuộc lớp Minekaze được chế tạo cho Hải quân Đế quốc Nhật Bản ngay sau khi kết thúc Chiến tranh Thế giới thứ nhất. Chúng là những tàu khu trục hàng đầu của Hải quân Nhật trong những năm 1930, nhưng đã bị xem là lạc hậu vào lúc nổ ra Chiến tranh Thái Bình Dương, Hokaze chỉ đảm trách vai trò tuần tra và hộ tống cho đến khi bị đánh chìm tại Truk vào ngày 18 tháng 2 năm 1944.

## Thiết kế và chế tạo
Việc chế tạo lớp tàu khu trục kích thước lớn Minekaze được chấp thuận như một phần trong Chương trình Hạm đội 8-4 của Hải quân Đế quốc Nhật Bản trong giai đoạn năm tài chính 1917-1920, kèm theo lớp Momi cỡ trung vốn chia sẻ nhiều đặc tính thiết kế chung. Được trang bị động cơ mạnh mẽ, những con tàu này có tốc độ cao và được dự định hoạt động như những tàu hộ tống cho những chiếc tàu chiến-tuần dương thuộc lớp Amagi mà cuối cùng đã không được chế tạo.
Hokaze, chiếc thứ mười hai của lớp tàu này, được chế tạo tại Xưởng hải quân Maizuru, cũng là chiếc cuối cùng được chế tạo trước khi thiết kế được thay đổi thành lớp phụ Nokaze. Nó được đặt lườn vào ngày 30 tháng 11 năm 1920; được hạ thủy vào ngày 12 tháng 7 năm 1921; và được đưa ra hoạt động vào ngày 22 tháng 12 năm 1921.

## Lịch sử hoạt động
Sau khi hoàn tất, Hokaze được điều về Quân khu Hải quân Yokosuka thuộc Hạm đội 2 Hải quân Đế quốc Nhật Bản. Tại đây, nó cùng với các tàu khu trục chị em Hakaze, Akikaze và Tachikaze được tập trung để hình thành nên Đội Khu Trục 4 thuộc Hải đội Ngư lôi 1 (第1水雷戦隊). Trong những năm 1938-1939, hải đội này được phân công tuần tra tại khu vực bờ biển Bắc và Trung Trung Quốc nhằm hỗ trợ cho những nỗ lực của quân Nhật trong cuộc Chiến tranh Trung-Nhật.
Trong Chiến tranh Thế giới thứ hai, Hokaze thuần túy đảm trách những nhiệm vụ vai trò tuần tra và hộ tống. Vào lúc xảy ra cuộc tấn công Trân Châu Cảng, Hải đội Khu Trục 3 được phân về Đội Tàu sân bay 4. Từ cuối tháng 11 đến giữa tháng 12 năm 1941, Hokaze hộ tống tàu sân bay Taiyō từ Sasebo đến Takao, Palau và quay trở lại nơi thả neo ở Tokuyama thuộc Quân khu Hải quân Kure.
Vào đầu năm 1942, mặc dù Hải đội Khu Trục 3 bị giải thể, Hokaze tiếp tục hoạt động cùng với Đội Tàu sân bay 4 nhằm hộ tống chiếc tàu sân bay Shōhō đến Truk, nơi nó tiếp tục nằm trong thành phần hộ tống cho chiếc tàu sân bay. Đến tháng 4, Hokaze được điều về Hạm đội 5 Hải quân Đế quốc Nhật Bản trong thành phần hộ tống cho chiếc tàu tuần dương Nachi.
Từ cuối tháng 5 năm 1942, Hokaze thực hiện các hoạt động ở phía Bắc thuộc Quân khu bảo vệ Ōminato, hộ tống các tàu vận tải trong cuộc Chiếm đóng Kiska. Đến tháng 8, Hokaze hộ tống tàu vận tải Kimikawa maru đến Kiska, quay trở về Yokosuka trong tháng 10 để được tiếp liệu. Từ tháng 10, Hokaze được phân về Hạm đội Khu vực Tây Nam Hải quân Đế quốc Nhật Bản, hộ tống các đoàn tàu vận tải giữa Moji và Đài Loan.
Vào tháng 3 năm 1943, Hokaze được nâng cấp vầ được trang bị một hệ thống sonar. Nó quay trở lại nhiệm vụ hộ tống vận tải từ tháng 4, đặt căn cứ ngpài khơi Balikpapan, Borneo tại Đông Ấn thuộc Hà Lan. Vào ngày 1 tháng 7 năm 1943, Hokaze, tàu hộ tống duy nhất cho một đoàn tàu vận tải gồm ba chiếc, bị trúng phải ngư lôi từ tàu ngầm Mỹ USS Thresher (SS-200) trong eo biển Makassar, chịu đựng thiệt hại trung bình. Hai chiếc khác trong đoàn tàu, một tàu chở dầu và một tàu hàng, cũng bị đánh trúng. Hokaze vẫn còn khả năng hoạt động, và sau khi được sửa chữa khẩn cấp, đã hộ tống một đoàn tàu vận tải từ Surabaya quay trở về Xưởng hải quân Yokosuka, nơi nó được đưa vào ụ tàu để sửa chữa bổ sung.
Công việc sửa chữa oàn tất vào giữa tháng 11 năm 1943, và Hokaze được phân về Hải đội Hộ tống Tàu nổi 1 thuộc Bộ Tư lệnh Hộ tống. Vào tháng 3 năm 1944, nó hộ tống một đoàn tàu vận tải từ Yokosuka đến Thanh Đảo thuộc Trung Quốc, nơi nó được phân về Hạm đội 9 Hải quân Đế quốc Nhật Bản. Đến tháng 4 năm 1944, Hokaze được cho tách ra từ Yokosuka đi đến khu vực Tây New Guinea tham gia Hạm đội Viễn chinh Phương Nam 4 dưới quyền chỉ huy chung của Hạm đội Khu vực Tây Nam. Ngày 2 tháng 7 năm 1944, Hokaze rời Ambon thực hiện một chuyến đi "Tốc hành Tokyo" vận tải vũ trang cao tốc chuyển đồ tiếp liệu khẩn cấp đang rất cần đến tại New Guinea.
Ngày 6 tháng 7 năm 1944, Hokaze trúng phải ngư lôi phóng từ tàu ngầm Mỹ USS Paddle (SS-263) trong biển Celebes và bị chìm ở tọa độ 03°24′B 125°28′Đ / 3,4°B 125,467°Đ, ngoài khơi đảo Sangir, 169 km (105 dặm) về phía Bắc Đông Bắc Menado. Một số thành viên thủy thủ đoàn sống sót, nhưng trong số những người tử trận có Thiếu tá Hải quân Eiichi Someya Thuyền trưởng chiếc Hokaze.
Hokaze được rút khỏi danh sách Đăng bạ Hải quân vào ngày 10 tháng 9 năm 1944.

## Danh sách thuyền trưởng
- Thiếu tá Sankichi Tanabe (sĩ quan trang bị trưởng): ??? - 22 tháng 12 năm 1921
- Thiếu tá Sankichi Tanabe: 22 tháng 12 năm 1921 - 1 tháng 12 năm 1922
- Thiếu tá Shigeru Iwaki: 1 tháng 12 năm 1922 - 1 tháng 12 năm 1923
- Thiếu tá Isao Todo: 1 tháng 12 năm 1923 - 1 tháng 12 năm 1925
- Thiếu tá Tetsuri Kobayashi: 1 tháng 12 năm 1925 - 1 tháng 12 năm 1926
- Thiếu tá Ryozo Fukuda: 1 tháng 12 năm 1926 - 1 tháng 4 năm 1927
- Trung tá Nam tước Teruhisa Komatsu: 1 tháng 4 năm 1927 - 1 tháng 12 năm 1927
- Thiếu tá Masatada Nanba: 1 tháng 12 năm 1927 - 10 tháng 12 năm 1928
- Thiếu tá Tetsugoro Goto: 10 tháng 12 năm 1928 - 30 tháng 11 năm 1929 (thăng Trung tá)
- Trung tá Kurazou Kose: 30 tháng 11 năm 1929 - 15 tháng 11 năm 1930
- Thiếu tá Masatomi Kimura: 15 tháng 11 năm 1930 - 28 tháng 1 năm 1932
- Thiếu tá Kazutaka Niimi: 28 tháng 1 năm 1932 - 5 tháng 8 năm 1932
- Thiếu tá Yoshikichi Shoji: 5 tháng 8 năm 1932 - 15 tháng 11 năm 1932
- Thiếu tá Kiichiro Shoji: 15 tháng 11 năm 1932 - 1 tháng 12 năm 1932
- Thiếu tá Torazo Kozai: 1 tháng 12 năm 1932 - 15 tháng 11 năm 1934 (thăng Trung tá 15 tháng 11 năm 1933)
- Thiếu tá Minoru Yokoi: 15 tháng 11 năm 1934 - 31 tháng 10 năm 1935
- Thiếu tá Shogo Narahara: 31 tháng 10 năm 1935 - 20 tháng 4 năm 1937
- Thiếu tá Yoshio Kawashima: 20 tháng 4 năm 1937 - 1 tháng 8 năm 1938
- Thiếu tá Tamaki Ugaki: 1 tháng 8 năm 1938 - 1 tháng 11 năm 1939
- Thiếu tá Takashi Shima: 1 tháng 11 năm 1939 - 15 tháng 10 năm 1940
- Thiếu tá Junnari Kamiura: 15 tháng 10 năm 1940 - 20 tháng 8 năm 1941
- Thiếu tá Misahiro Magishi: 20 tháng 8 năm 1941 - 10 tháng 4 năm 1942
- Thiếu tá Tomoo Tanaka: 10 tháng 4 năm 1942 - 15 tháng 5 năm 1943
- Thiếu tá Gen Yoshinaga: 15 tháng 5 năm 1943 - 1 tháng 3 năm 1944
- Thiếu tá Eiichi Someya: 1 tháng 3 năm 1944 - 6 tháng 7 năm 1944 (tử trận, được truy thăng Trung tá)